# Platysphaera membranata
Platysphaera membranata là một loài chân đều trong họ Sphaeromatidae. Loài này được Holdich & Harrison miêu tả khoa học năm 1981.